# Florencio Randazzo
Aníbal Florencio Randazzo (Chivilcoy, 1º marzo 1964) è un politico argentino.

## Biografia
Laureatosi in contabilità pubblica presso l'Università di Buenos Aires, frequentò un corso magistrale presso l'Università Argentina dell'Impresa ed un master presso l'Università Nazionale di La Plata. Militante della Gioventù Peronista, nel 1992 Randazzo fu nominato capo di gabinetto della Segreteria Generale di Governo della provincia di Buenos Aires durante la presidenza di Eduardo Duhalde. Nel 1993 fu eletto presidente del consiglio della sua città natale Chivilcoy. Due anni dopo fu eletto nella legislatura della provincia di Buenos Aires. Dopo aver ricoperto alcun incarichi pubblici all'interno del governo bonaerense, nel 2002 fu nominato dal nuovo presidente della provincia Felipe Solá Segretario alla Modernizzazione. L'anno seguente Randazzo fu nominato dallo stesso Solá suo capo di gabinetto diventandone di conseguenza il suo consigliere più fidato.
Il 10 dicembre 2007 Randazzo fu nominato dalla neo eletta presidente Cristina Fernández de Kirchner ministro degli Interni. Salì all'attenzione della cronaca internazionale nel febbraio 2009 quando ordinò al vescovo lefebvriano Richard Williamson di lasciare il paese in dieci giorni in quanto persona non grata in seguito ad un'intervista rilasciata dallo stesso alto prelato alla televisione svedese nella quale negava l'Olocausto.  Nel gennaio e nel maggio 2013 siglò due accordi con l'impresa cinese CSR Sifang per la fornitura di oltre 700 carrozze per le linee Roca, Sarmiento e Mitre. Sempre nel maggio 2013 Randazzo trasferì all'operatore statale Trenes Argentinos la gestione del trasporto merci sulle linee San Martín, Urquiza e Tren de la Costa. Fu poi completamente rinnovata la linea Retiro-Rosario e nel luglio 2015 fu aperta la stazione di Rosario Sud.
Il 10 novembre 2013 Randazzo ha annunciato la sua volontà di partecipare alle primarie della coalizione del Fronte per la Vittoria per scegliere il candidato alla presidenza per le elezioni del 2015. Dopo aver raccolto il sostegno di alcuni importanti politici peronisti, ottenuto il sostegno di alcune coalizioni dell'area del centro-sinistra peronista nonché di alcuni sindacati, egli ha dovuto rinunciare alla candidatura in seguito ad un incontro con la presidente Fernández de Kirchner.
Allontanatosi dall'ex-presidente Fernández de Kirchner, nelle elezioni parlamentari del 2017 Randazzo si candidò al senato per la provincia di Buenos Aires con la coalizione Frente Justicialista Cumplir non riuscendo però ad essere eletto.